# سوفاديس (كارديتسا)
سوفاديس (Σοφάδες) هي مدينة في كارديتسا في مقاطعة فوريا إلادا في اليونان.